# Aero Boero
Aero Boero S. A. — аргентинская авиаремонтная компания, до 2000-х производила лёгкие самолёты для сельскохозяйственных нужд.

## История

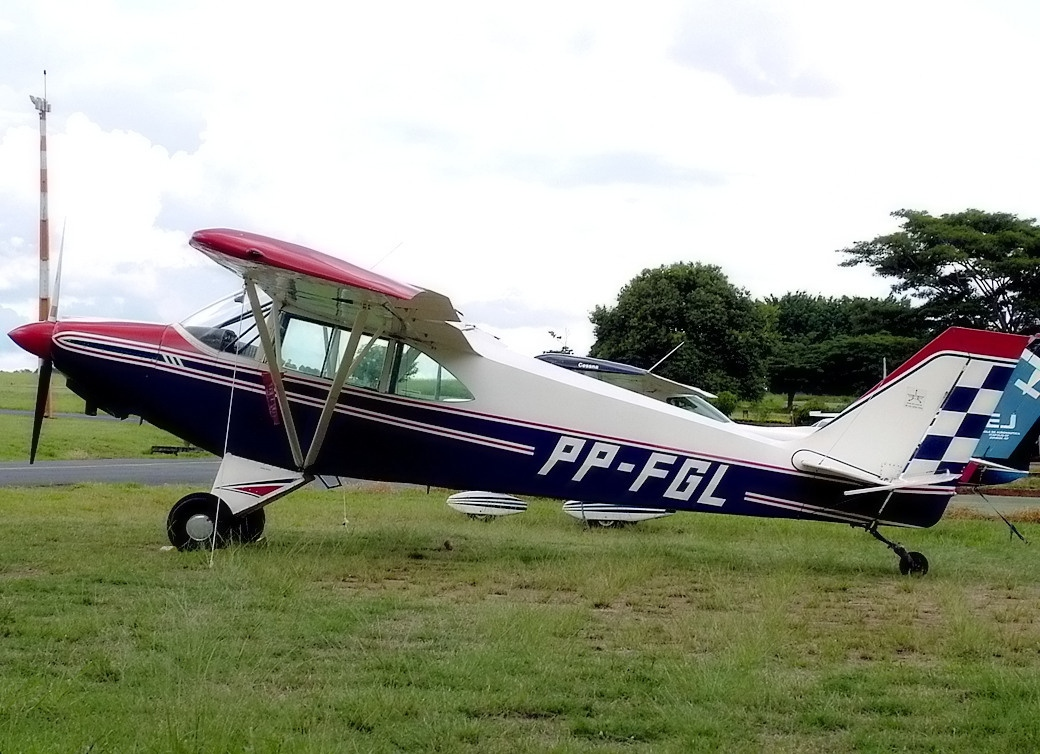
Aero Boero AB-115

Основана в 1956 году братьями Эктором и Сесаром Боэро в Мортерос, провинция Кордова.

## Самолёты
Компания выпустила серию лёгких моторных самолётов:
- Aero Boero 260AG
- Aero Boero AB-95 (самый успешный самолёт компании. Аппарат совершил первый полёт 12 марта 1959 года. Было выпущено свыше 600 единиц, 450 из которых было экспортировано в Бразилию)
- Aero Boero AB-115
- Aero Boero AB-150
- Aero Boero AB-180
- Aero Boero AB-210
- Aero Boero AB-260